# Юсупова, Санталатхон
Санталатхон (Санталатхан) Юсупова (узб. Санталатхон Юсупова; 5 июня 1929, Араван, Киргизская АССР — 11 мая 2003, Араван, Ошская область) — хлопковод, председатель колхоза им. XXII Партсъезда Араванского района Ошской области, Киргизская ССР. Герой Социалистического Труда (1966). Депутат Верховного Совета Киргизской ССР 8 и 9-го созывов, Заслуженный механизатор Киргизской ССР (1967 г.), отличник народного образования Киргизской ССР (1975 г).

## Биография
Родилась в 1929 году в селе Араван (ныне — Араванского района Ошской области) в крестьянской семье, по национальности узбечка.
Она начала свой трудовой путь в 1943 году рядовой колхозницей колхоза «Пахта-Арал». В 1946-1952 годах она руководила хлопководческим звеном. В 1950-1952 годах ежесезонно вручную сумела собрать по 20-25 тонн хлопка-сырца. С 1952 года работала председателем Араванского сельского совета, а в 1957 году по собственному желанию переведена на должность бригадира хлопководческой бригады.
В 1957-1960 годах была слушателем партийной школы при ЦК Компартии Киргизии в г. Фрунзе.
В 1961-1972 годах работала бригадиром в колхозе им И. В. Сталина в Араванском районе. В 1962 году обучалась на курсах механизаторов при районном объединении «Сельхозтехника». В 1965-1966 годах её бригада получила высокий урожай хлопка. Урожайность составила по 38,5 центнеров. А сама в 1966 году на хлопкоуборочном комбайне собрала 108 тонн хлопка-сырца. Её заслуги были высоко оценены государством. Указом Президиума Верховного Совета СССР в 1966 году ей присвоено высокое звание Героя Социалистического Труда с вручением ордена Ленина и Золотой Звезды «Серп и Молот».
В целях повышения своих знаний, Юсупова С. в 1967 году заочно поступила в агрономический факультет Андижанского института хлопководства и успешно окончила его в 1972 году. Юсупова С. в 1972-1977 годах работала председателем колхоза им. XXII Партсъезда, который считался самим крупным хозяйством в районе. В 1977-1979 годах занимала должность заместителя председателя Араванского райисполкома. В 1979-1991 годах по собственному желанию работала бригадиром вышеназванного колхоза. В 1991 году в результате аграрной реформы колхоз разделился на 4 самостоятельных кооперативов. По просьбе односельчан С. Юсупова возглавила один из сельхозкооперативов «Пахта-Арал». На этой должности она проработала до 1995 года. В те годы, когда она работала председателем колхоза им. XXII Партсъезда, особое внимание было уделено повышению урожайности и рентабельности сельхозпроизводства. В результате за короткое время урожайность хлопка по всему колхозу поднялась с 27 до 40 центнера. Эта благоприятно сказывалось на повышении экономики хозяйства. Были построены 8 сезонных и 5 постоянных детских садов, 8 полевых станов, 18 складов минеральных удобрений, 4 коровника, 16 кошар, 16 домов для чабанов, 2 школы. Благоустроены населённые пункты, заасфальтированы улицы и дороги.
С. Юсупова избиралась депутатом Верховного Совета Киргизской ССР восьмого и девятого созывов (1971-1980 г.), неоднократно избиралась депутатом Ошского областного, Араванского районного и Араванского сельского советов, была делегатом на III и IV Всесоюзных съездах колхозников и на VIII всесоюзном съезде женщин.
Юсупова С. скончалась 11 мая 2003 года. Была похоронена на кладбище «Ак-мазар» в селе Араван.

## Награды
- Орден Ленина
- два ордена Трудового Красного Знамени (1964, 1976 г.)
- орден Октябрьской Революции (1971 г.)
- орден Знак Почёта (1963 г.)
- орден Дружбы народов (1986 г.)
- Медаль «В ознаменование 100-летия со дня рождения Владимира Ильича Ленина» (1970)
- Заслуженный механизатор Киргизской ССР (1967 г.)
- Отличник народного образования Киргизской ССР (1975 г)
- 1 Золотая, 4 серебряных, 2 бронзовых медалей ВДНХ СССР, а также Почётными грамотами.
- Премия Уркии Салиевой.

## Семья
Вместе с мужем Каноатжоном Собировым воспитала одного сына.

## Память
В целях увековечения её памяти, по просьбе односельчан, вновь создаваемая сельская управа и одна из улиц села Араван Араванского района названы её именем.